# Autogneta penicillum
Autogneta penicillum är en kvalsterart som beskrevs av Grandjean 1960. Autogneta penicillum ingår i släktet Autogneta och familjen Autognetidae. Inga underarter finns listade.